# Голка хірургічна

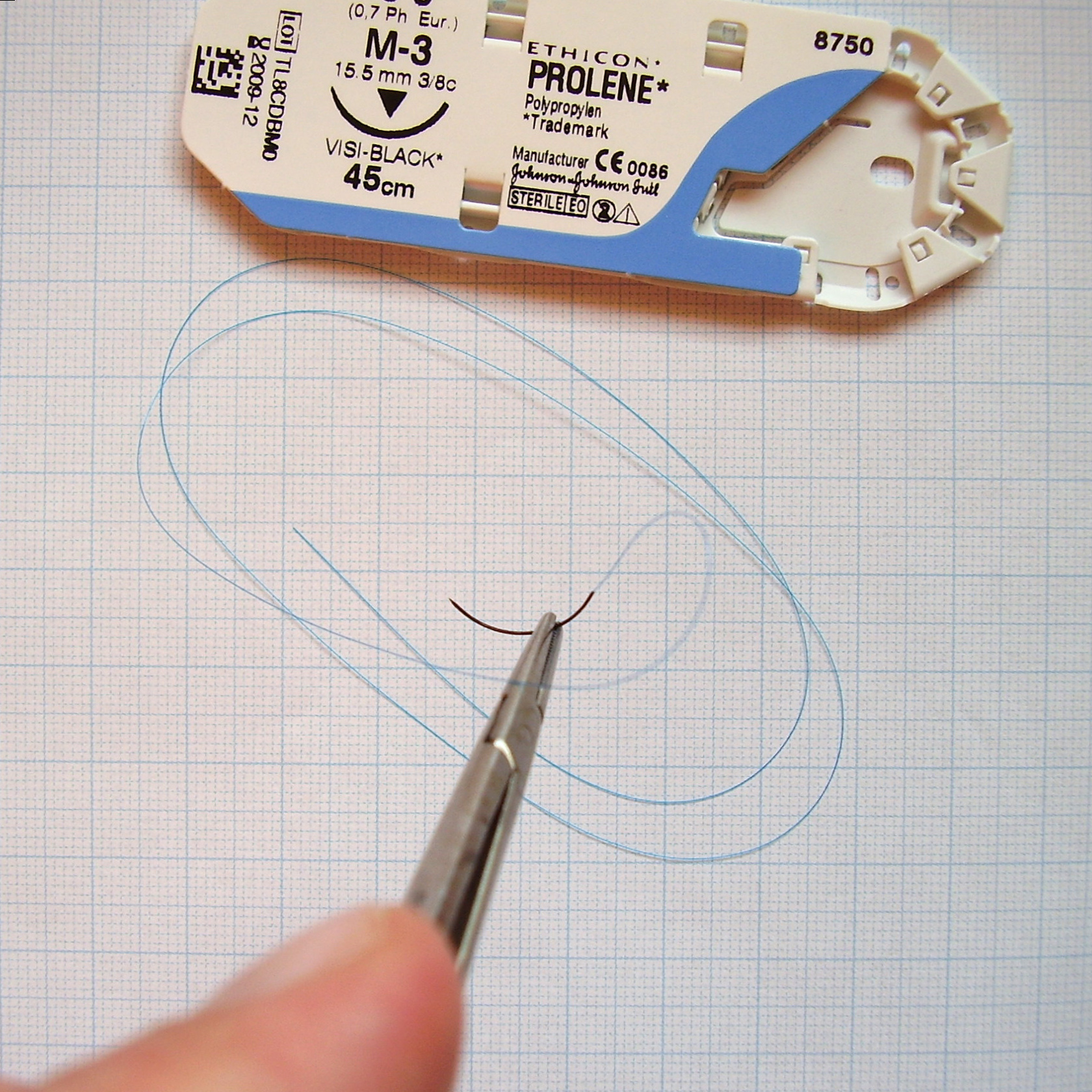
Атравматична голка з поліпропіленовою ниткою в голкотримачі

Голка хірургічна — це загальний хірургічний інструмент, що разом із стерильною «ниткою» та голкотримачем використовують для з'єднування та фіксування тканин під час виконування оперативного втручання.
Належить до підгрупи інструментів для з'єднування тканин.
Виготовляють їх із високоякісної неіржавкої сталі. Деякі види одноразових голок можуть виготовляти з інших видів металу.
Будова хірургічної голки: гострий кінчик, тіло і вушко.
Хірургічні голки бувають різного розміру: за діаметром (товщиною), за крутизною згину.
Товщину хірургічної голки позначають № 1-12 (16), чим більший номер, тим менший діаметр (наприклад, № 2 — 1,4 мм, № 12 — 0,7 мм).
Крутизну згину (вигину) голок позначають кутом сектора — 100-180 ° градусів (або дробовим представленням від загальної довжини уявного кола — 1/3, 2/3, 1/4, 3/4 і т. д.).
Прямих голок майже не використовують.

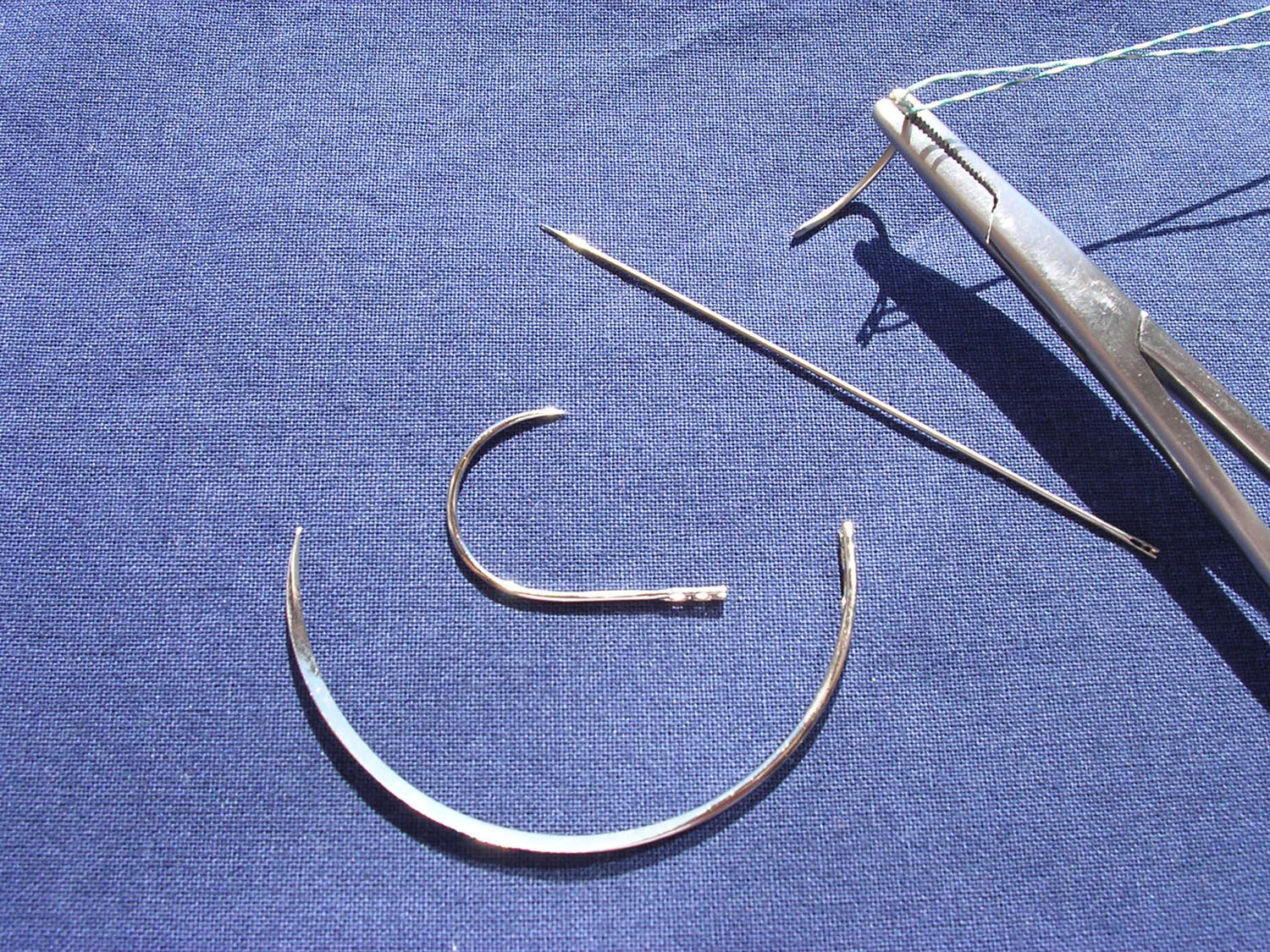
Різновиди хірургічних голок (знизу-догори: округла, гачкоподібна, пряма)

## Класифікація
Види хірургічних голок, за механізмом дії на тканини: різальні, колольні, атравматичні, скомбіновані.
Колольні голки мають круглий переріз,
різальні — трикутний, квадратний, 5-гранний та інш. перерізи, причому, ребра (грані) голок загострені, тому такі голки не тільки колють але й ріжуть тканини — звідки власне і їх назва.
Інша особливість хірургічних голок у будові вушка. У ньому є 2 отвори, розташовані поруч. Нижній — як у звичайної голки (швейної), верхній — на кінчику вушка має спеціальну будову, що дає змогу легко, за лічені секунди, «нанизувати» голку на нитку. Така будова колольних та різальних голок зумовлює те, що проходячи наскрізь, вушко додатково травмує навколишні тканини. Щоб уникнути такої травматизації, придумали атравматичні голки — вони не мають узагалі отворів, нитка впаяна (або впресована) в задню частину голки і є її продовженням.
Є хірургічні голки, які можна використовувати лише з певним видом голкотримача (наприклад, голки для голкотримача Хагедорн)

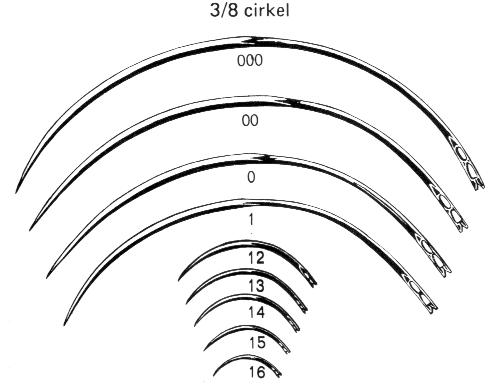
Хірургічні голки з 3/8 кола, різний розмір.
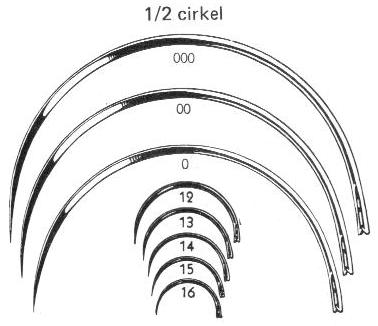
Хірургічні голки півколові (1/2 кола), різні розміри.

## Інші голки
Також до хірургічного інструментарію з групи голок, належить Лігатурна голка Дешана — використовують для накладання лігатур.
Будова цієї голки зовсім не подібна на голки, як такі. Це такий собі синтез хірургічної голки та ручки-тримача.
Причому, голка має лише один класичний отвір (вушко) для заправляння нитки.
Інструмент має кілька модифікацій відповідно до функційних потреб: лівобічний та правобічний; гострокінцевий та тупокінцевий.
Залежно із якого боку зручно операторові заводити лігатуру, використовують ліво- або право- бічний інструмент.
У випадку, коли лігатуру потрібно провести через м'які тканини, використовують гострокінцеву лігатурну голку, котра завдяки своїй гостроті, при певних зусиллях, може проколювати тканини.